# ロバート・バード
ロバート・カーライル・バード (英語: Robert Carlyle Byrd, 1917年11月20日 - 2010年6月28日) は、アメリカ合衆国の政治家。ウェストバージニア州下院議員（1947年 - 1951年）、ウェストバージニア州上院議員（1951年 - 1953年）を経て連邦下院議員（1953年 - 1959年）、連邦上院議員（ウェストバージニア州選出、1959年 - 2010年）。上院では上院民主党協議会議長（1967年 - 1971年）、民主党上院院内幹事（1971年 - 1977年）、上院多数党院内総務（1977年 - 1981年,1987年 - 1989年）、上院少数党院内総務（1981年 - 1987年）、上院仮議長（1989年 - 1995年,2001年 - 2003年）、上院歳出委員長（2001年 - 2003年）を歴任。上院議員としての在任期間はおよそ51年半、上下両院をあわせた連邦議会議員としての在任期間はおよそ57年半にも及び、これらの在任期間はいずれもアメリカ議会史上最長の在任期間記録となっている。2010年6月28日に92歳で死去するまで上院で最も高齢かつ最古参の議員であった。ABCの信徒。

## 生い立ち
ノースカロライナ州ノースウイルクスボロでコーネリアス・カルヴィン・セール・ジュニア (英語: Cornelius Calvin Sale Jr.) として生まれた。父コーネリアス・カルヴィン・セール・シニアはクー・クラックス・クラン（KKK）のメンバーであった。1歳のとき、母が当時流行したスペインかぜで死去し、父親は一家の子供たちを親戚の家へ養子に出した。コーネリアスはおば、おじに当たるバード夫妻に引き取られ、ロバート・バードと改名された。以後ロバートはバード夫妻の住むウェストバージニア州南西部で育った。バード家も、当時典型的であった南部の政治に対する見解に支配されており、これがバードの少年期に大きな影響を与えた。高校卒業後、エルマ夫人と結婚した。バード自身は大学への進学を望んだが、当時その余裕はなく、バードが大学へ通ったのは高校を卒業してから12年たってからであった。
1941年、24歳でKKKに加入した。公職に就いてもしばらくはKKKに同情的であったことは確かである。1958年の上院議員選挙の際、彼はKKKを擁護し、KKKは誤って南部における暴力の元凶とされていると述べた。その後第二次世界大戦中を通じてそのメンバーだった。しかし後にバードは「これは若さゆえの過ちであり、また自分の人生で最大の間違いだった」と回想している。こうした経緯から、KKKのメンバーであったことは後にいたるまで彼への批判に利用されている。

## 初期の経歴
バードは、地方議会から叩き上げた議員である。1946年にウェストバージニア州下院議員選挙に立候補し、初当選を果たす。以後彼はウェストバージニアでのすべての選挙で勝利を収めている。州下院議員時代の1948年、バードは当時のトルーマン大統領から離反した民主党員の一群に加わり、州権民主党のメンバーとなってその年の大統領選挙では同党の候補、ストロム・サーモンドサウスカロライナ州知事を支持した。1950年にはウェストバージニア州上院議員に転身し、1952年には連邦下院議員に初当選した。以後3回連続当選を果たしたが、1958年には4選を目指さず、上院議員選挙に立候補した。

## 上院議員

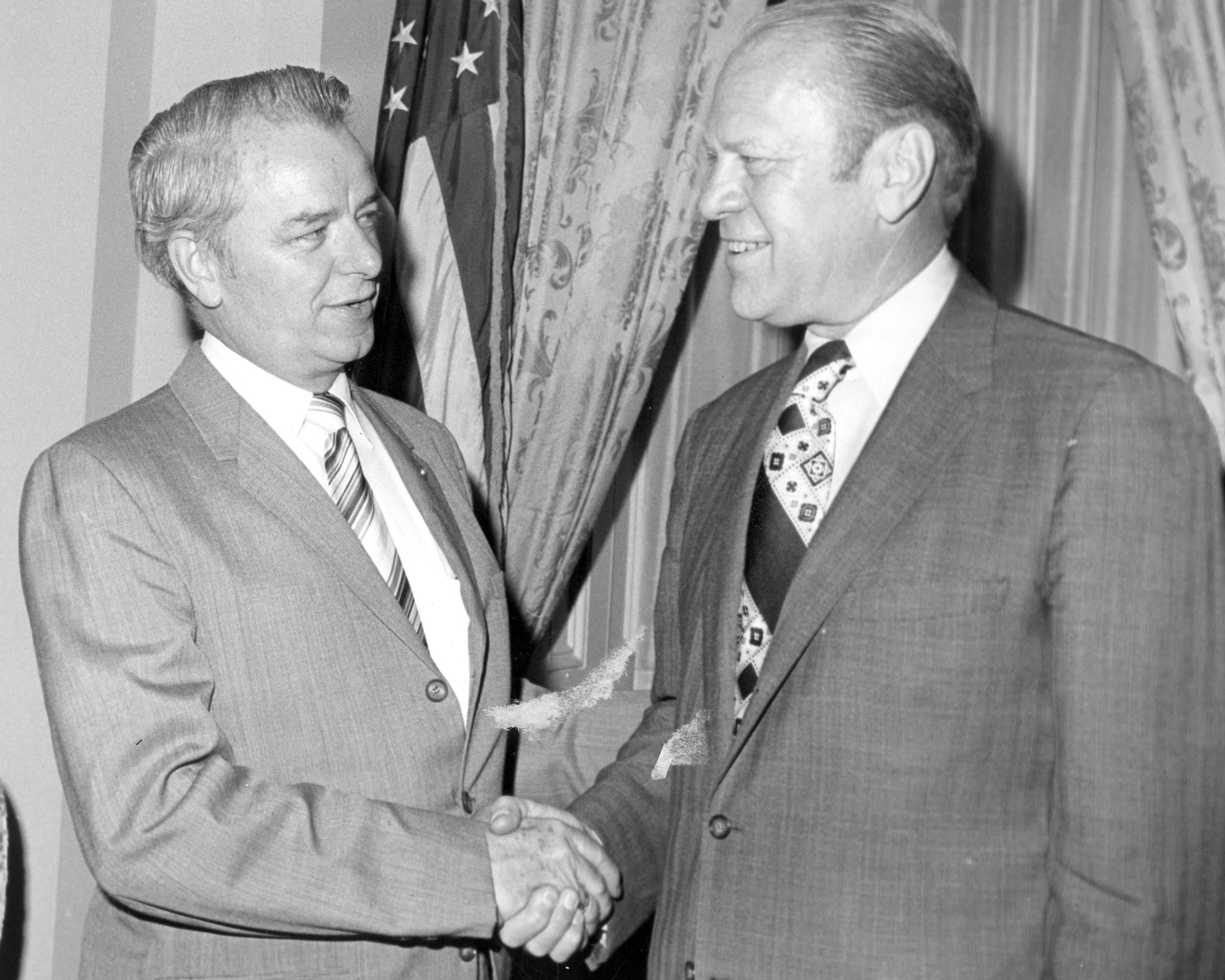
バード（左）と当時のフォード大統領

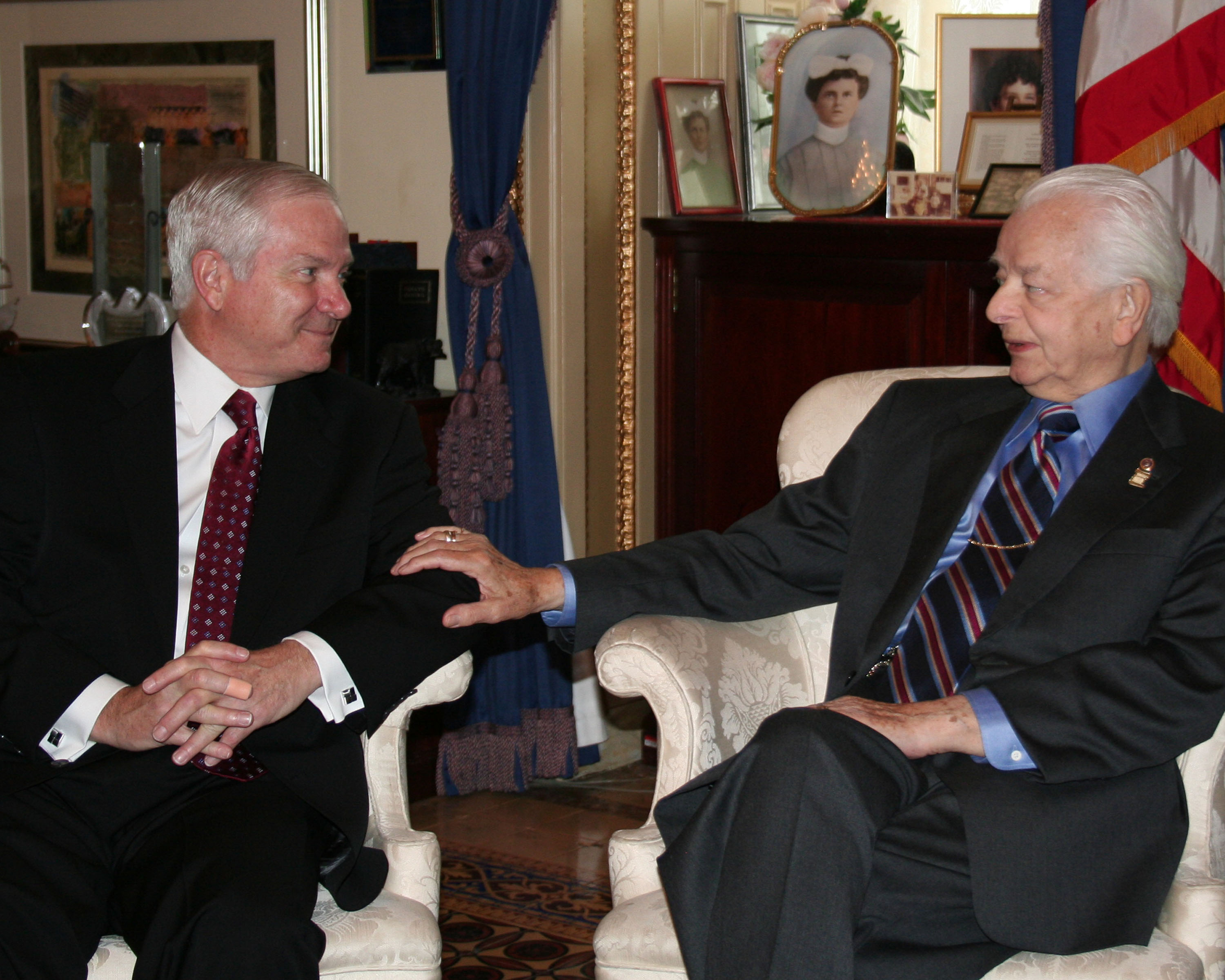
バード（右）とロバート・ゲーツ国防長官
（2006年11月30日）

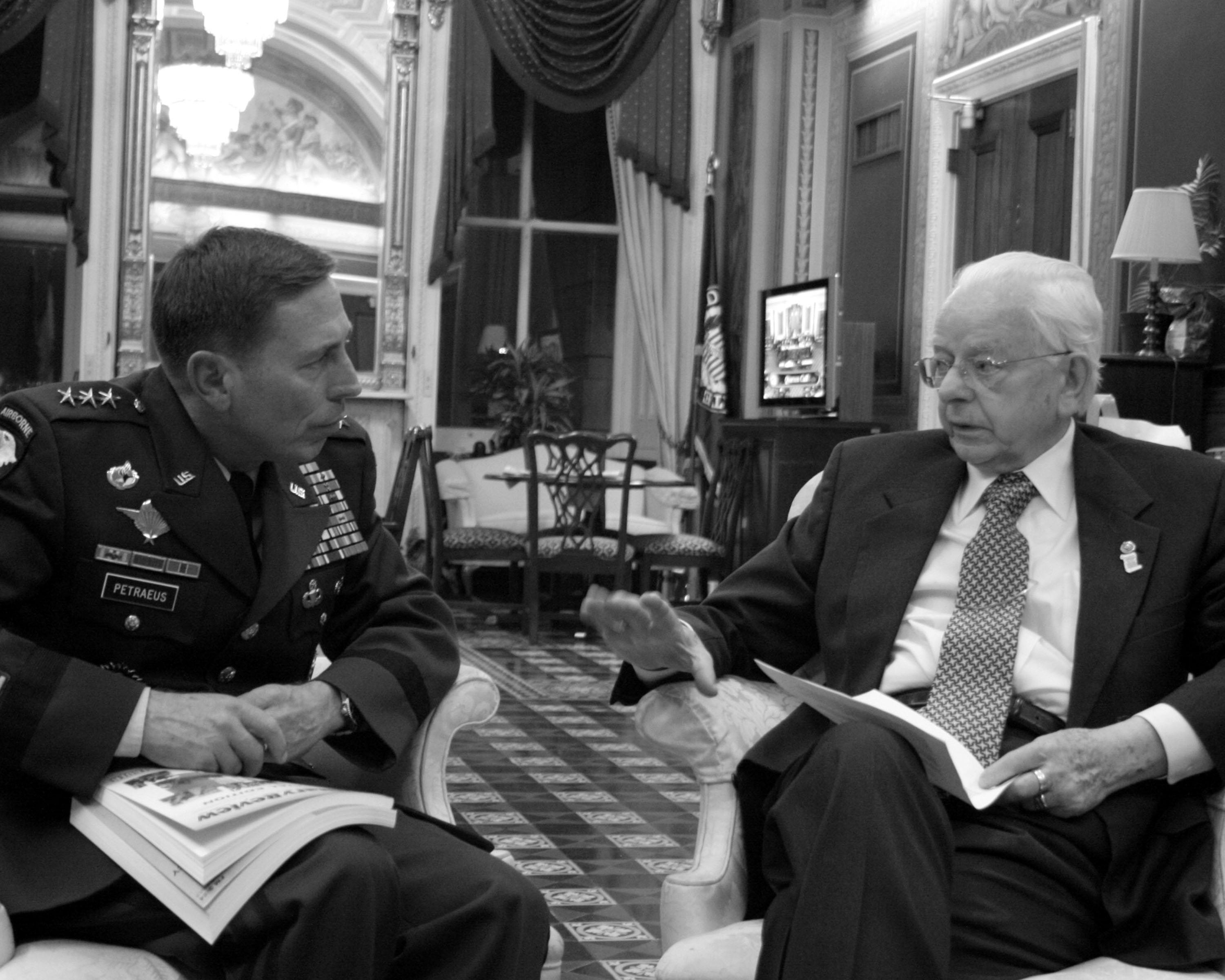
バード（右）とデービッド・ペトレイアス陸軍大将
（2007年1月23日）

バードは1958年の上院議員選挙で勝利を収め、1959年から死去に至るまで上院議員を務めていた。2006年に9選を果たしたことで、2013年までの任期を全うするとなると、在任期間は54年に及ぶことになり、ストロム・サーモンド前上院議員の持つ49年の記録を2008年1月に塗り替えた。彼は、典型的な南部選出の民主党議員としてスタートした。すなわち、人種隔離政策の継続を訴え、人種融合政策やアフリカ系アメリカ人への公民権付与に反対した。1964年にはエヴァレット・ダークセン共和党上院院内総務の提出した1964年の公民権法に反対し、14時間にわたる議事妨害を行った。またリンドン・ジョンソン民主党上院院内総務（後に大統領）の盟友であり、1960年のウェストバージニア州の民主党大統領予備選では彼を支持した。
1965年にはアメリカ合衆国政府のプログラムとしてロバート・C・バード奨学金を設立し、貧しいが優秀な学生に大学への進学の道を開くものになった。この時、彼自身も1963年にやっとアメリカン大学のロー・スクールを修了したばかりだった。
マイク・マンスフィールド上院議員のあとを継ぎ、1977年から1989年にかけて、バードは上院民主党のリーダーであった。1976年の大統領選挙では、立候補を表明していないにもかかわらず地元ウェストバージニア州の民主党予備選で圧倒的な勝利を収めた。
バードの地元のウェストバージニア州は、全米でも一二を争う貧しい州である。上院歳出委員会で活躍した彼は、自らの権限でウェストバージニア州に高速道路やダム、教育施設などの公共事業をもちこんだ。これは、現在でもアメリカにおける利益誘導政治の典型として党派を問わず批判されている。この結果、ウェストバージニア州にはロバート・C・バードと名のつく公共施設が多数存在する。
バードは現在でも人種差別主義者であると一部の公民権活動家から看做されている。また、共和党も彼の投票行動が人種差別的な傾向を持つと批判することがある。例えば、ジョージ・H・W・ブッシュ大統領が最高裁判所判事に指名したアフリカ系のクラレンス・トーマス判事や、コンドリーザ・ライス国務長官の承認に反対したことがその例に挙げられる。公民権運動を推進する圧力団体、COREはこうした投票行動は人種差別主義に基づいていると指摘している。一方でバードはイラク戦争に反対してバラク・オバマを支持するなど、多くの問題で民主党のリベラル派と同じ見解を持っている。また彼は他の13人の上院議員（多くは共和党穏健派と民主党中道派）と共に、ジョージ・W・ブッシュ大統領が指名する最高裁判所判事の承認に対し議事妨害を行うとした民主党の強硬な姿勢と、共和党指導部の単純多数で議事妨害を終わらせるニュークリア・オプションをとるとの強硬姿勢を調停した。

## 健康不安と死去
上院および上下両院あわせての最長在任期間記録を破るなど、半世紀にわたって連邦議会議員の職を務めてきたバードだが、次第に高齢などによる体調不良が伝えられるようになる。2009年には感染症で1カ月半にわたり入院するなど健康不安が心配され、2010年6月にも暑さによる体力消耗と重度の脱水とみられる症状で入院した。当初は数日以内に退院する見通しであったものの、その後容態が悪化、2010年6月28日午前3時頃に入院先であるワシントンD.C.近郊のイノヴァ・フェアファクス病院にて死去した。
なお、バードが長年守ってきたウェストバージニア州の議席については、ジョー・マンチン州知事の指名によって、マンチンの下で側近として働いた経験を持つ民主党員のカート・グッドウィンが後継となった。また、上院仮議長職については、過去の慣例に沿うようなかたちでバードに次ぐ長老議員であったダニエル・イノウエ上院議員（ハワイ州選出）が選出された。

## 参照
1. ↑  “Famous Baptists”.   Adherents. 2007年5月21日閲覧。
2. ↑  Durso, Pamela R., Baptist influence in the public arena, Baptist History and Heritage,  オリジナルの2012年5月12日時点におけるアーカイブ。 2006年6月22日閲覧。
3. ↑  バード上院議員が重篤な状況にあることを伝えるCNN.co.jpの記事
4. ↑  バード上院議員の死去を伝えるMSNBCの速報ニュース
5. ↑  ちなみに、バードは亡くなった時点で上院最長老の議員であったが、逆に後継となったグッドウィンは、現時点（2010年8月現在）で上院最年少の議員である。